# Xadlunita
La xadlunita, també anomenada shadlunita, és un mineral de la classe dels sulfurs que pertany al grup de la pentlandita. Rep el seu nom de la mineralogista russa Tatiana Xadlun (1912).

## Característiques
La xadlunita és un sulfur de fórmula química (Pb,Cd)(Fe,Cu)₈S₈. Cristal·litza en el sistema cúbic. Sol trobar-se de manera massiva, en forma de grans irregulars de fins a 0,5 mil·límetres; també en petits filons, principalment en cubanita. La seva duresa a l'escala de Mohs és 4.
Segons la classificació de Nickel-Strunz, la xadlunita pertany a «02.B - Sulfurs metàl·lics, M:S > 1:1 (principalment 2:1), amb Ni» juntament amb els següents minerals: horomanita, samaniïta, heazlewoodita, oregonita, vozhminita, arsenohauchecornita, bismutohauchecornita, hauchecornita, tel·lurohauchecornita, tučekita, argentopentlandita, cobaltopentlandita, geffroyita, godlevskita, kharaelakhita, manganoshadlunita, pentlandita i sugakiïta.

## Formació i jaciments
Es troba en forma de petits grans i filons tallant sulfurs de coure i níquel. Sol trobar-se associada a altres minerals com: manganoshadlunita, cubanita o talnakhita. Va ser descoberta l'any 1973 a la mina Mayak, a Norilsk (Taimíria, Rússia). També ha estat descrita a la mina McCoy (Nevada, Estats Units), sent aquestes les dues úniques localitats on se n'ha trobat.